# Elaeocarpus leopoldii
Elaeocarpus leopoldii är en tvåhjärtbladig växtart som beskrevs av R. Weibel. Elaeocarpus leopoldii ingår i släktet Elaeocarpus och familjen Elaeocarpaceae. Inga underarter finns listade i Catalogue of Life.